# Rakousko na Letních olympijských hrách 1956
Rakousko na Letních olympijských hrách 1956 v Melbourne reprezentovalo 29 sportovců, z toho 24 mužů a 5 žen. Nejmladší účastníkem byl Rudolf Maresch (22 let, 9 dní), nejstarší pak účastník Ellen Müller-Preis (44 let, 208 dní). Celkem Rakousko získalo 2 bronzové medaile.

## Medailisté
| Medaile | Jméno                           | Sport      | Disciplína                   |
| ------- | ------------------------------- | ---------- | ---------------------------- |
| Bronz   | Max Raub Herbert Wiedermann     | Kanoistika | Muži kajak K-2 1000 m        |
| Bronz   | Alfred Sageder Josef Kloimstein | Veslování  | Muži dvojka bez kormidelníka |